# Friedrich Wild (Anglist)
Friedrich Wild (* 11. November 1888 in Wien, Österreich-Ungarn; † 5. April 1966 ebenda) war ein österreichischer Anglist.

## Leben
Der Sohn eines Gymnasiallehrers studierte von 1907 bis 1910 an der Universität Wien Germanistik und Anglistik. Er wurde 1913 promoviert und habilitierte sich 1918 für englische Philologie an der Universität Wien. 1927 wurde er dort zum außerordentlichen Professor und 1935 zum ordentlichen Professor ernannt. Seit 1938 war er wirkliches Mitglied der Österreichischen Akademie der Wissenschaften. Wild beantragte am 21. Mai 1938 die Aufnahme in die NSDAP und wurde rückwirkend zum 1. Mai desselben Jahres aufgenommen (Mitgliedsnummer 6.128.172).
Friedrich Wild war von 1955 bis 1960 ordentlicher Professor für Englische und Amerikanische Sprache und Literatur an der Universität Wien.

## Schriften (Auswahl)
- Die englische Literatur der Gegenwart seit 1870. Roman und Drama. Dioskuren Verlag, Wiesbaden 1928.
- Die englische Literatur der Gegenwart seit 1870. Versdichtungen unter Ausschluss des Dramas (= Literatur der Gegenwart). Dioskuren Verlag, Leipzig 1931.
- Das Dichterehepaar Robert und Elizabeth B. Browning. Wien 1952, OCLC 73573114.
- Beziehungen zwischen England und Österreich im Mittelalter und im 16. Jahrhundert. Wien 1955, OCLC 314266833.
- Wallenstein als Zeitgenosse in englischer Spiegelung. Wien 1956, OCLC 720183406.
- Drachen im Beowulf und andere Drachen. Wien 1962, OCLC 56847494.